# Robert Ogden Doremus

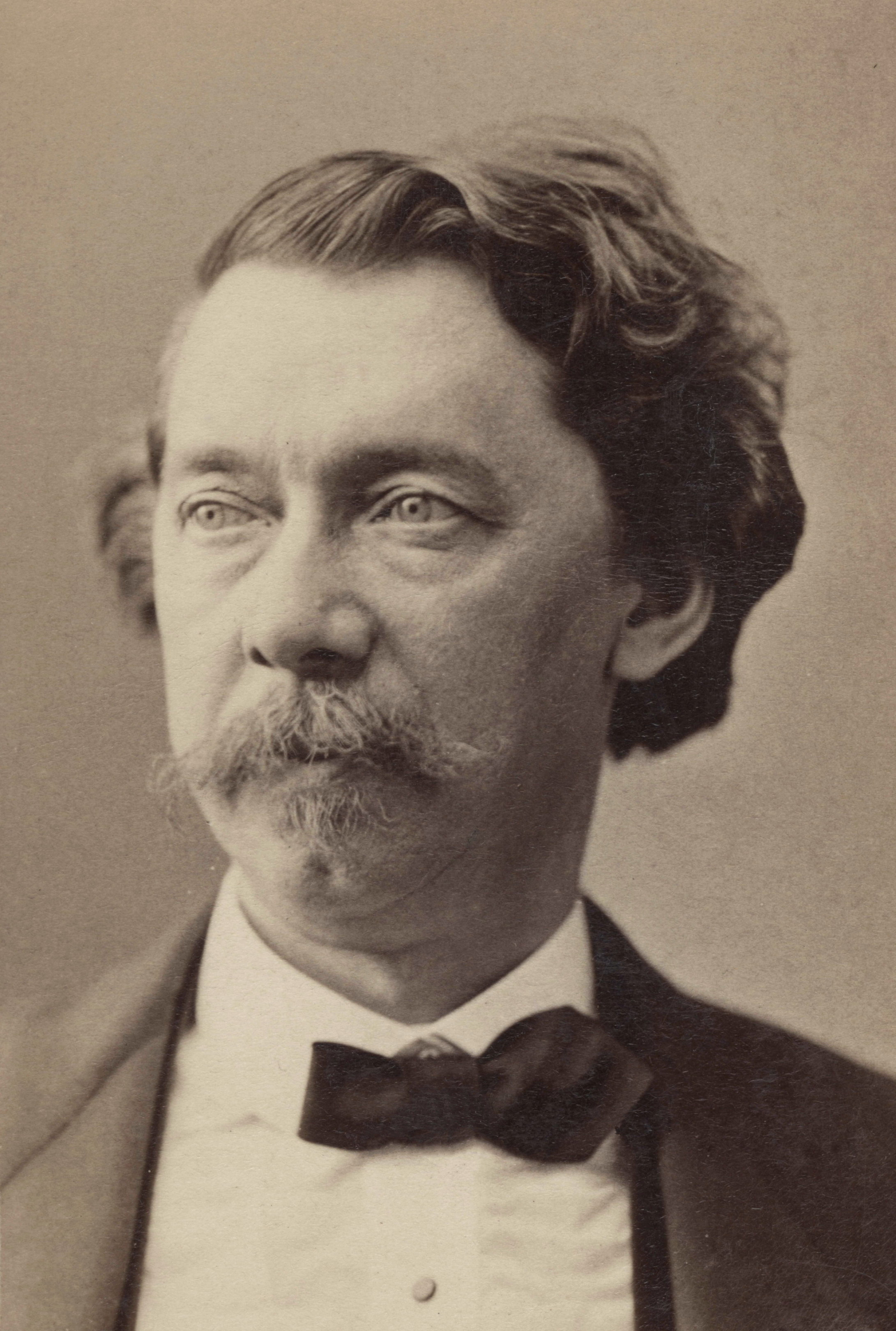
Robert Ogden Doremus

Robert Ogden Doremus (* 11. Januar 1824; † 22. März 1906) war ein US-amerikanischer Chemiker.
Seine Eltern waren Thomas Cornelius Doremus und Sarah, geb. Platt Haines.
Er war am City College of New York Professor für Chemie und Physik und ein angesehener forensischer Chemiker. Er erfand Feuerlöscher und verdichtetes Schießpulver. Ab 1853 setzte er sich für die öffentliche Gesundheit ein und benutzte als Erster Chlorwasser zur Desinfektion bei aufgetretener Cholera.
Er war auch Präsident der New Yorker Philharmonie und Freund von Ole Bull.